# Mundochthonius cavernicola
Mundochthonius cavernicola es una especie de arácnido  del orden Pseudoscorpionida de la familia Chthoniidae.

## Distribución geográfica
Se encuentra en Illinois (Estados Unidos).